# Тонгатапу (острови)
Острови Тонгатапу (тонг. Tongatapu, англ. Tongatapu) — група островів у південній частині Королівства Тонга в південно-західній частині Тихого океану, які входить до однойменного округу та округу Еуа. Розташована на південь від групи островів Ха'апаї та на північ — північний схід від острова Північний (Нова Зеландія).

## Географія

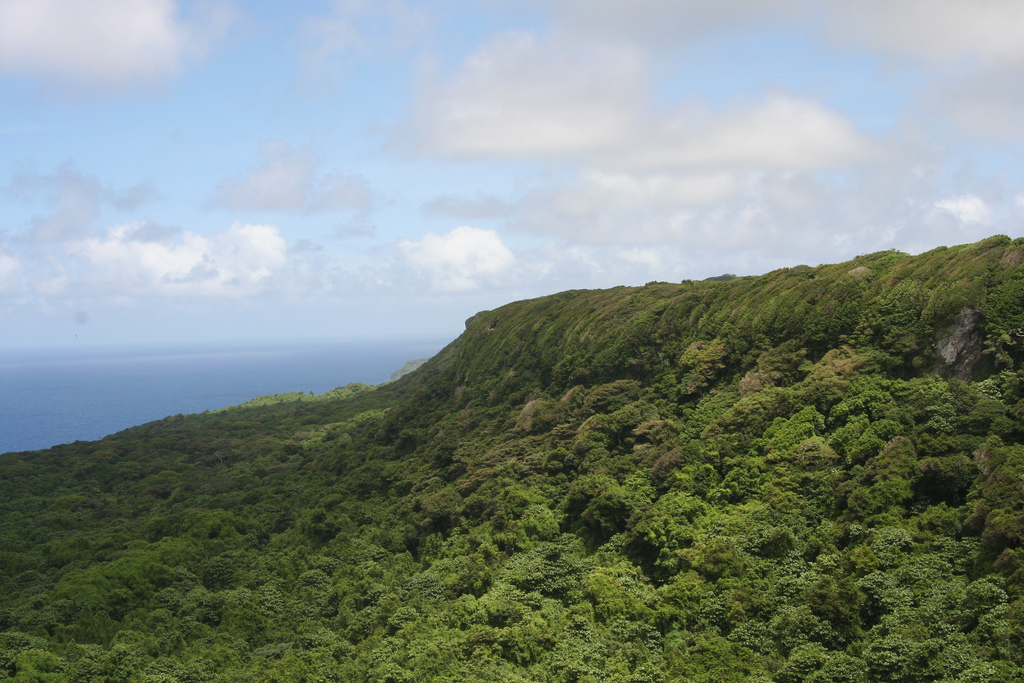
Зарослі острова Еуа

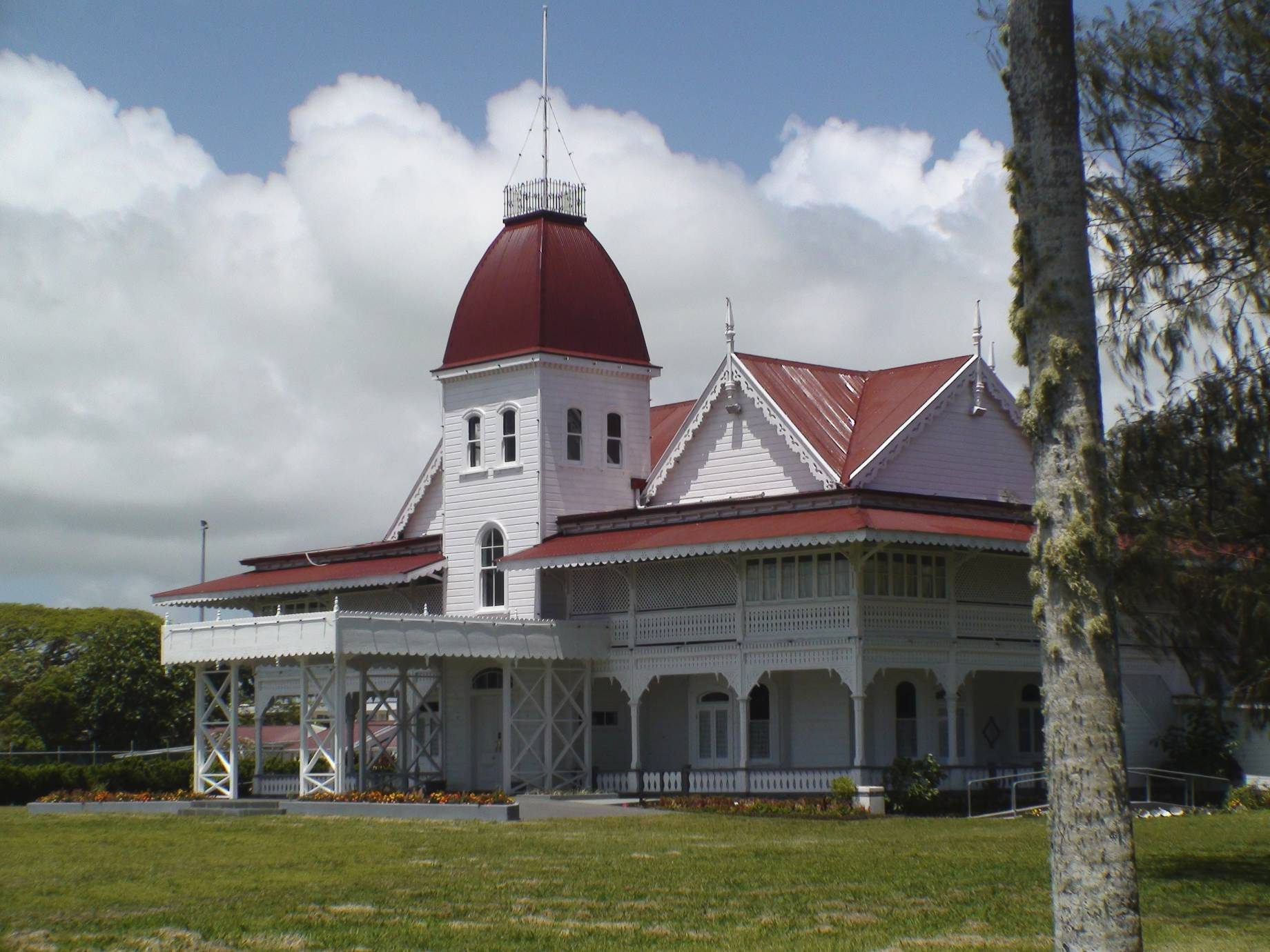
Королівський палац у місті Нукуалофа

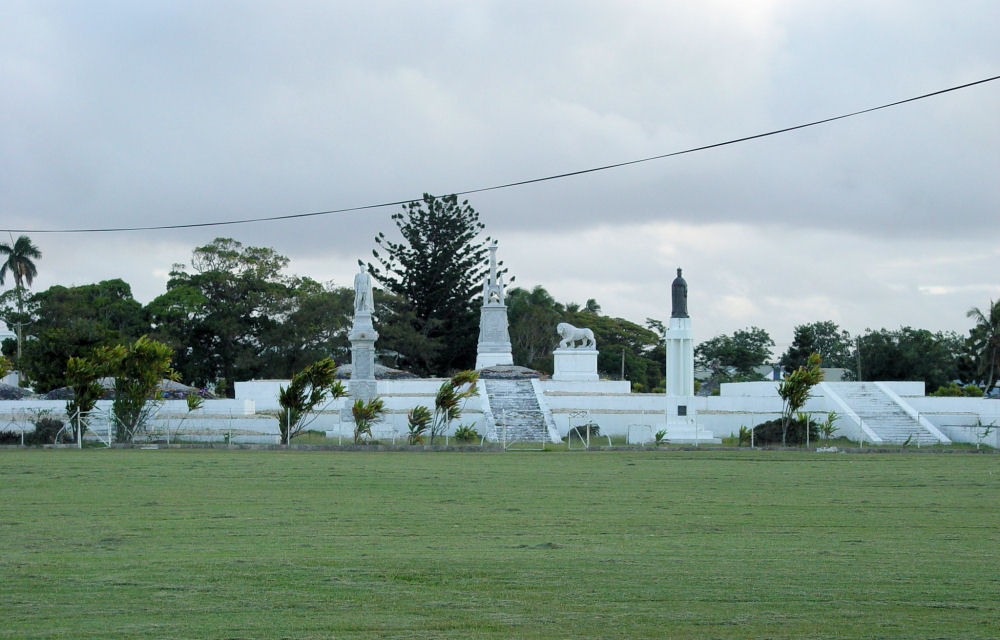
Королівський родинний пантеон, Нукуалофа

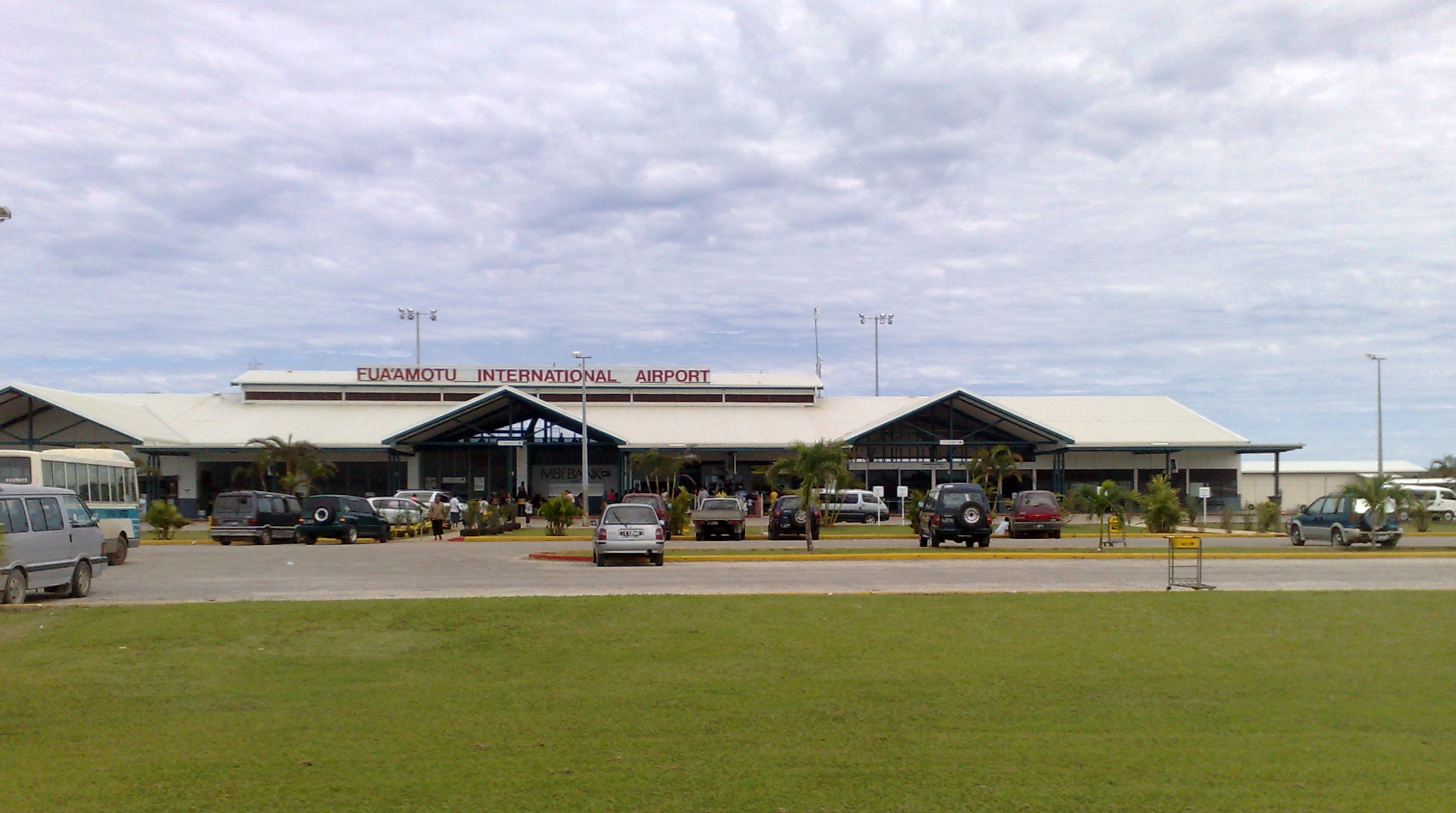
Міжнародний аеропорт в Фуа'амоту, острів Тонгатапу

Архіпелаг Тонгатапу знаходиться в крайній південній частині Королівства Тонга.
Група включає в себе близько 33 островів. Головний населений пункт архіпелагу і столиця країни, місто Нукуалофа (24 571 осіб, 2012) розташована на головному і найбільшому острові держави — Тонгатапу. Другий за величиною населений пункт, містечко Му'а (5294 особи, 2012), ще одне містечко Хавелулото (3575 осіб, 2012). На острові Еуа найбільше містечко — Охонуа (1270 осіб, 2012). Загальна площа островів (з островом Еуа) становить близько 347,9 км². Більшість островів є низовинними атолами. Винятком є тільки острови вулканічного проходження Ата (355 м) та Еуа (г. Те'емоа, 312 м, за іншими даними 328 м).
Найбільші острови групи — острів Тонгатапу (257,03 км²), Еуа (87,44 км²) та Ата (2,3 км²). Інші відносно великі острови — Нукунукумоту (1,32 км²) та Еуеїкі (1,06 км²). Вся група островів Тонгатапу розташована доволі компактно, за винятком вулканічного острова Ата, який лежить приблизно за 160 км на південний захід від острова Тонгатапу.

## Населення
Зміна чисельності населення архіпелагу Тонгатапу за переписом, станом на листопад місяць, з 1976 по 2011 роки:
| Роки                        | 1976                        | 1986                        | 1996                        | 2006                        | 2011                        |
| Чисельність населення, осіб | Чисельність населення, осіб | Чисельність населення, осіб | Чисельність населення, осіб | Чисельність населення, осіб | Чисельність населення, осіб |
| --------------------------- | --------------------------- | --------------------------- | --------------------------- | --------------------------- | --------------------------- |
| о-ви Тангатапу              | 57 411                      | ▲63 794                     | ▲66 979                     | ▲72 045                     | ▲75 416                     |
| о. Еуа                      | 4486                        | ▼4393                       | ▲4934                       | ▲5206                       | ▼5016                       |
| Всього:                     | 61 897                      | ▲68 187                     | ▲71 913                     | ▲77 251                     | ▲80 432                     |

### Заселенні острови
| Острів         | Населення, осіб | Населення, осіб | Населення, осіб | Площа, км² | Щільність, осіб/км² | Координати                                                          |
| Острів         | 1996 р.         | 2006 р.         | 2011 р.         | Площа, км² | Щільність, осіб/км² | Координати                                                          |
| -------------- | --------------- | --------------- | --------------- | ---------- | ------------------- | ------------------------------------------------------------------- |
| Ата            | 2               | 0               | 4               | 0,22       | 18,18               | 21°03′25″ пд. ш. 175°00′07″ зх. д. / 21.057° пд. ш. 175.002° зх. д. |
| Ататаа         | 234             | 250             | 189             | 0,52       | 363,46              | 21°03′00″ пд. ш. 175°15′14″ зх. д. / 21.050° пд. ш. 175.254° зх. д. |
| Велітоа-Хахаке | 10              | 0               | 0               | 0,01       | —                   | 21°05′06″ пд. ш. 175°07′59″ зх. д. / 21.085° пд. ш. 175.133° зх. д. |
| Велітоа-Хіхіфо | 17              | 11              | 0               | 0,01       | —                   | 21°05′02″ пд. ш. 175°08′13″ зх. д. / 21.084° пд. ш. 175.137° зх. д. |
| Еуа            | 4934            | 5206            | 5016            | 87,44      | 57,37               | 21°22′52″ пд. ш. 174°55′59″ зх. д. / 21.381° пд. ш. 174.933° зх. д. |
| Еуеїкі         | 56              | 57              | 87              | 1,06       | 82,08               | 21°07′01″ пд. ш. 174°58′59″ зх. д. / 21.117° пд. ш. 174.983° зх. д. |
| Фафаа          | 10              | 32              | 23              | 0,09       | 255,56              | 21°05′17″ пд. ш. 175°09′29″ зх. д. / 21.088° пд. ш. 175.158° зх. д. |
| Нукунукумоту   | 24              | 20              | 28              | 1,32       | 21,21               | 21°07′01″ пд. ш. 174°58′59″ зх. д. / 21.117° пд. ш. 174.983° зх. д. |
| Онеата         | 3               | 0               | 0               | 0,06       | —                   | 21°07′44″ пд. ш. 175°08′46″ зх. д. / 21.129° пд. ш. 175.146° зх. д. |
| Оневаї         | 8               | 0               | 0               | 0,03       | —                   | 21°05′10″ пд. ш. 175°06′40″ зх. д. / 21.086° пд. ш. 175.111° зх. д. |
| Пангаїмоту     | 29              | 14              | 14              | 0,13       | 107,69              | 21°07′30″ пд. ш. 175°09′29″ зх. д. / 21.125° пд. ш. 175.158° зх. д. |
| Тонгатапу      | 66 586          | 71 661          | 75 071          | 257,03     | 292,07              | 21°10′05″ пд. ш. 175°11′38″ зх. д. / 21.168° пд. ш. 175.194° зх. д. |
| Всього         | 71 913          | 77 251          | 80 432          | 347,92     | 231,18              |                                                                     |

- Примітка. Жирним шрифтом виділені назви островів, які мають постійне населення.

## Історія

### Період культури Лапіта
Найбільш ранні свідоцтва заселення острова Тонгатапу людьми культури Лапіта відносяться до 900—850 років до н. е., а приблизно 300 років по тому тут були засновані перші поселення. У лагуні Фанга'ута археологом Девідом Берлі були знайдені зразки глиняних черепків, які також були виявлені на островах Санта-Крус (Соломонові Острови), розташованих за 2000 км від самого острова Тонгатапу.

### Період імперії Тонга

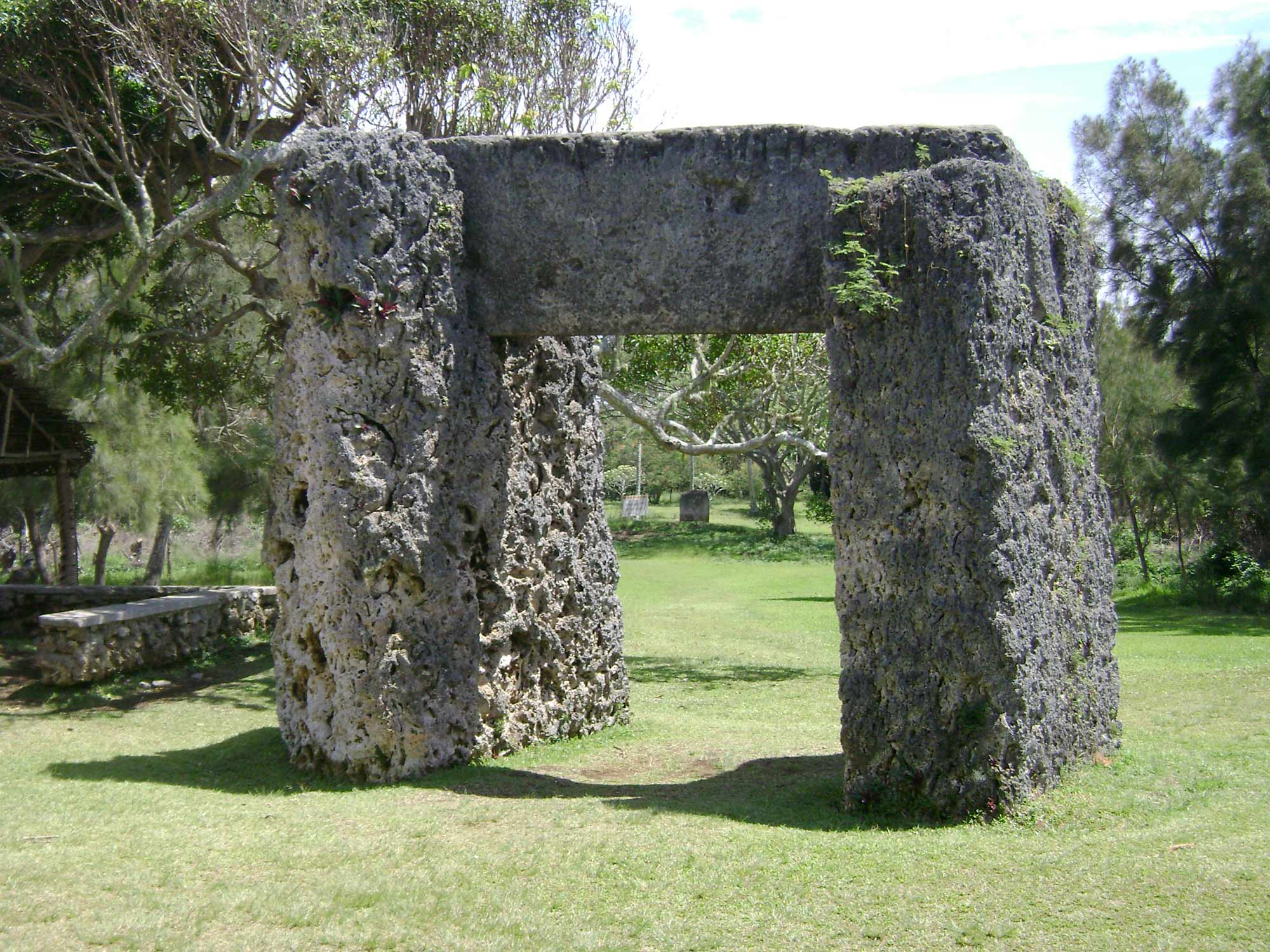
Ворота Тонга

На острові Тонгатапу розташовувалися столиці імперії Тонга. Першою з них було місто Толоа, яке існував недалеко від сучасного аеропорту приблизно 1000 років тому (проте про нього відомо дуже мало). Другою столицею було місто Гекета, яке розташовувалося на північно-східному узбережжі острова, де розташована археологічна пам'ятка — мегалітична арка (трилітон), так звані Ворота Тонга (тонг. Haʻamonga ʻa Mau). Приблизно з 1220 по 1851 роки столицею було місто Му'а, яке славиться більш як 20-ма королівськими похованнями.

### Перші контакти з європейцями
Першими європейцями, котрі побували на Тонгатапу, стали мореплавці експедиції, яка відбулася за замовленням Голландської Ост-Індійської компанії, на двох кораблях «Гемскерк» та «Зехайн» під командуванням Абеля Тасмана, який відкрив острови 20 січня 1643 року, назвавши сам острів Тонгатапу — Амстердам , а острів Еуа — Міддельбург, острів Номука (група островів Ха'апаї) він назвав — Роттердам.
Згодом 5 липня 1777 року на Тонгатапу висадився англійський мандрівник Джеймс Кук, він залишив на острові велику рогату худобу для розведення.
У 1789 році острів Тонгатапу відвідав англійський самозваний капітан бунтівного корабля «Баунті» — Флетчер Крістіан.

## Клімат
Острови Тонгатапу мають більш прохолодніший клімат, ніж решта островів Тонга, так як відносяться до найпівденнішої групи островів цієї країни, що характерно для Південної півкулі. Через це, врожай фруктів на Тонгатапу нижчий, ніж на більш теплих, північних островах.

## Галерея

Острови Тонгатапу
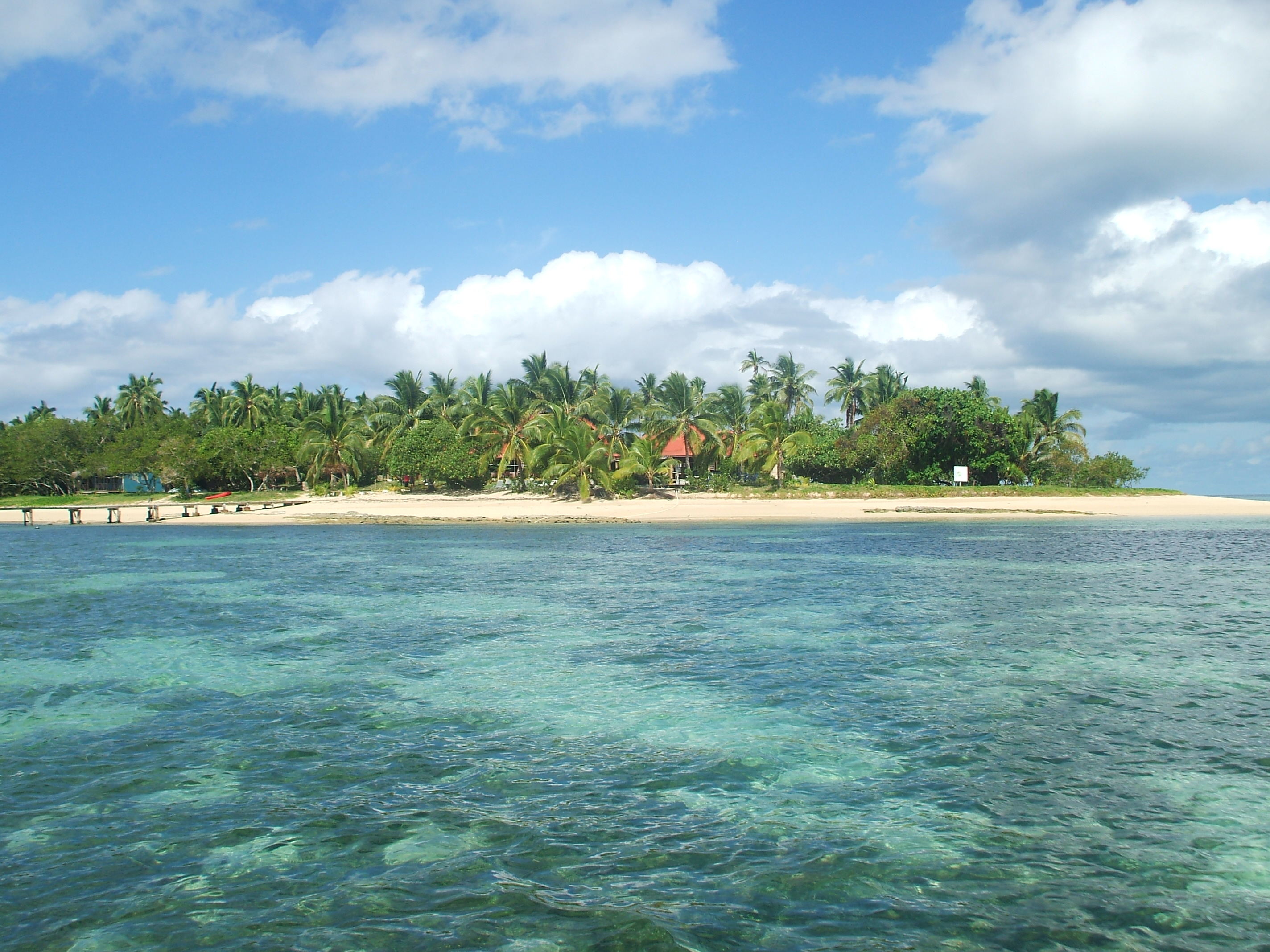
Острів Ататаа
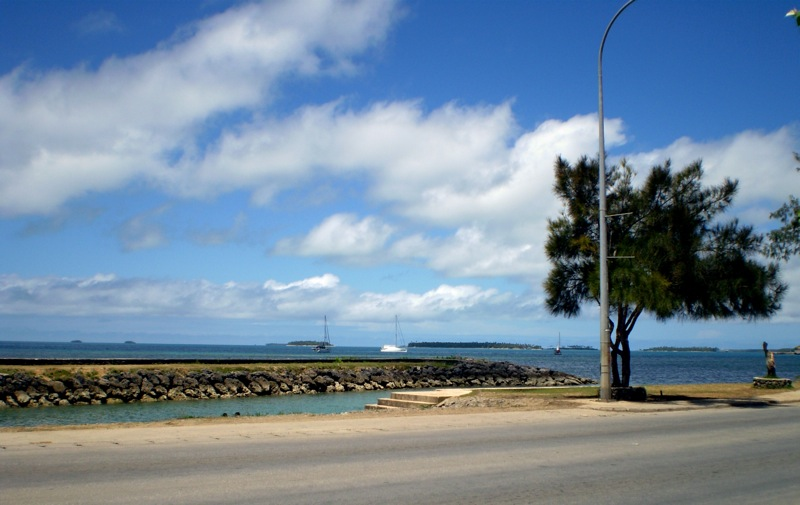
Пляж в Нукуалофа. Острів Тонгатапу
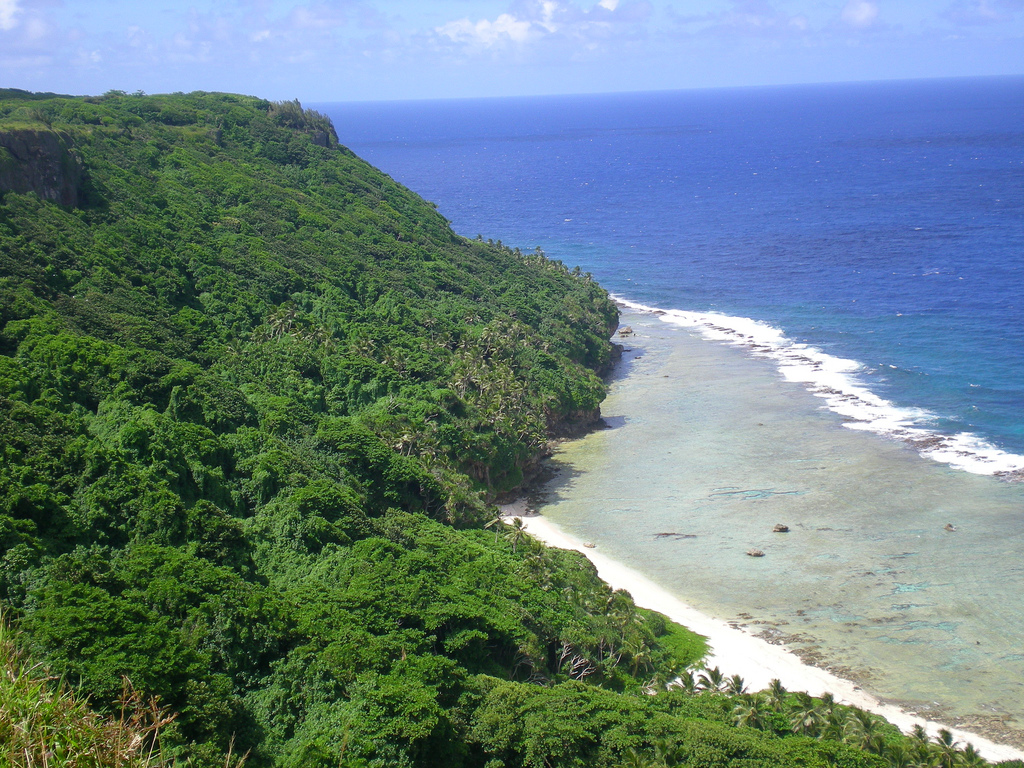
Острів Еуа
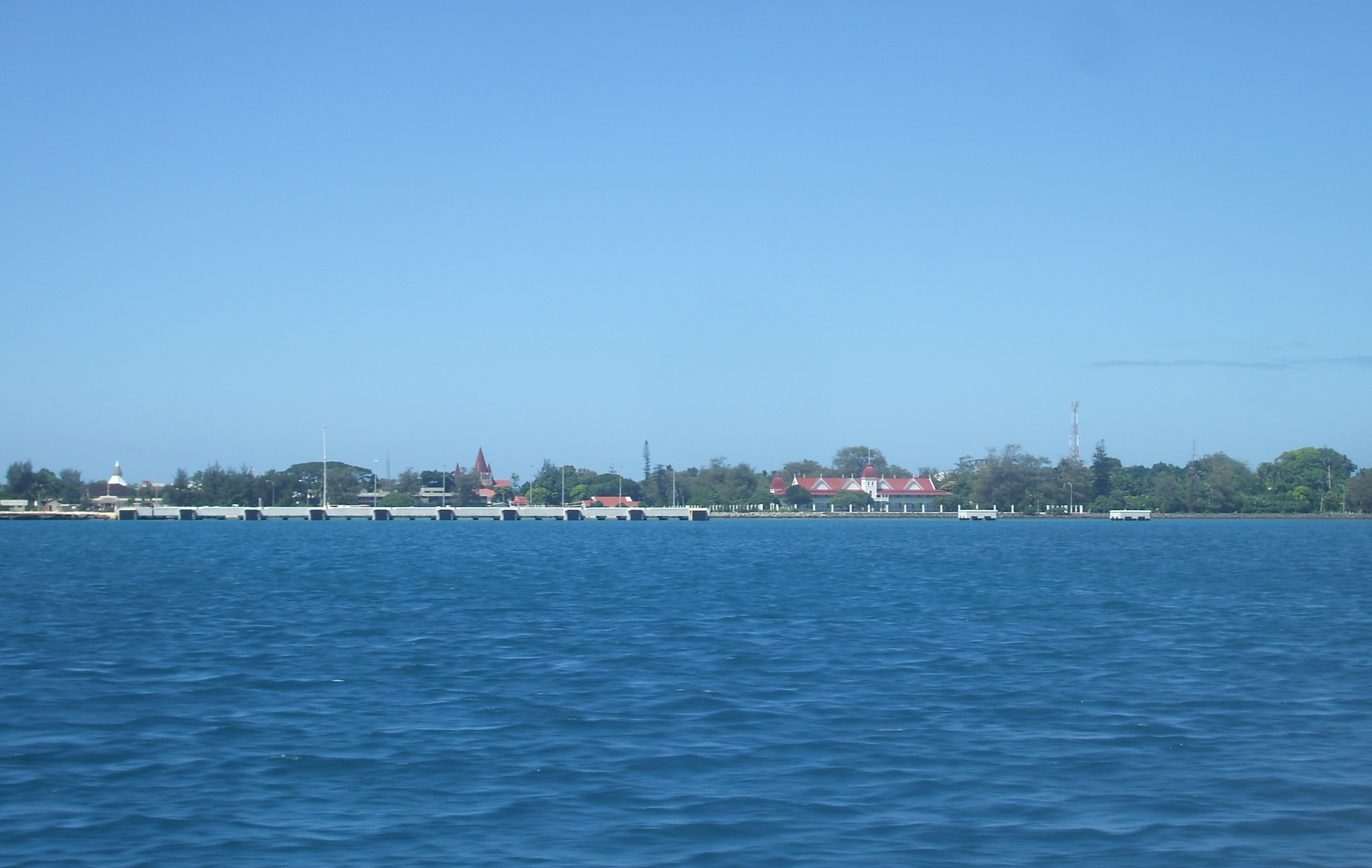
Вид з лагуни на Нукуалофа